# Georg Schenck van Toutenburg
Georg Schenck van Toutenburg (en all.: Georg Schenk von Tautenburg) (Windischeschenbach, 1480 - Vollenhove, 2 février 1540) était un noble allemand, qui a fait carrière dans le diocèse d'Utrecht et est finalement devenu stathouder dans les régions du nord.
Georg Schenk est arrivé en 1496 dans le sillage de Frédéric de Bade, qui cette année-là est devenu évêque d'Utrecht et seigneur des terres d'Overijssel. À son service, il l'a employé comme drost (titre) (nl) (sorte de bailli) de Vollenhove. En 1521, il succède à Wilhelm von Roggendorf comme stadholder de la Frise. Plus tard, il est également devenu stadhouder d'Overijssel, de Drenthe et de Groningue.
Il a fait construire le château de Toutenburg à Vollenhove, où il fut nommé schout (nl). Par sa première épouse Anna de Vos van Steenwijk († 1526), il entre en possession du manoir de Batinge (nl) à Dwingeloo. En 1531, Georg est admis à l'Ordre de la Toison d'or.
Il a réussi à repousser les gueldrois sous Christophe, comte de Meurs (en néerl. Christoffel graaf van Meurs). Jancko Douwama (nl) est entré en conflit avec lui, mais il a du s'incliner. Schenck a capturé Dokkum, et enfin Sloten et Lemmer. Il poursuit la lutte contre Charles de Gueldre (en néerl. Karel van Gelre) hors de Frise, puis devient stathouder d'Overijssel, bat les anabaptistes qui occupent l'abbaye de Bloemkamp à Bolsward en 1535, conquiert également Groningue et Drenthe (en 1536) après la bataille d'Heiligerlee (nl), où il devient également stathouder. La Frise lui doit beaucoup pour l'organisation de l'administration. Son grand mérite pour les offices des eaux/tribunal des eaux de la Frise ressort clairement du grand arbitrage ou arbitrage de Schenck. Sous son administration, la Réforme s'est accélérée; ceci malgré une interdiction stricte.
Il s'est remarié en 1526 avec la comtesse Johanna van Egmond, fille du comte Jean III d'Egmont et Magdalena van Werdenburg. 
Trois enfants sont nés du mariage avec Anna de Vos van Steenwijk, sa première épouse : Frédéric Schenck van Toutenburg (vers 1503 - 1580) devenu archevêque d'Utrecht; Marie Schenck van Toutenburg (vers 1510 - 1552) devenue abbesse de l'abbaye de Rijnsburg; et enfin, Lodewijk Schenck van Toutenburg (vers 1505 - 1526).

## Sources
- Brouwer, J.H., J.J. Kalma, W. Kok, en M. Wiegersma, red., Encyclopedie van Friesland, (Amsterdam: Elsevier, 1958), Georg Schenck van Toutenburg.
- Encarta-encyclopedie Winkler Prins (1993-2002) s.v. Schenck van Toutenburg, George. Microsift Corporation/Het Spectrum